# Кемерон Монеген
Кемерон Райлі Монаган  (англ. Cameron Riley Monaghan, народився 16 серпня 1993 року у місті Санта-Моніка, Каліфорнія). Американський кіноактор, успіх до якого прийшов завдяки ролям Єна Галлагера в телесеріалі «Безсоромні» та Джерома і Джеремайі Валески в телесеріалі «Готем». Також серед найвідоміших його ролей - Кевін О’Дойл у фільмі «Клік: з пультом по житті» (2006), Чад у комедії «Малкольм в центрі уваги», Мейсон Ешфорд в «Академії вампірів» (2014), Ашер у фільмі «Посвячений».
Кемерон Райлі Монаган - лауреат премії «Молодий актор» за роль в телесеріалі «Малкольм у центрі уваги».
У його жилах тече ірландська та польська кров.

## Дитинство
Монаган народився в Санта-Моніці, Каліфорнія. Він був єдиною дитиною  матері-одиначки Діани Монаган, страхового агента за фахом. Незабаром після народження сина вони разом з матір’ю переїхали в Бока-Ратон, штат Флорида.  Мати відправила його фотографії в модельні агентства, коли йому було три роки. 
Коли Кемерону було п’ять років, його фото вперше у житті з'явилося на обкладинці каталогу як дитини - моделі, згодом, у семирічному віці, знявся у своєму першому регіональному рекламному ролику.
Кемерон відвідував початкову школу Addison Mizner [Архівовано 2 грудня 2016 у Wayback Machine.] і почав розвивати свої акторські здібності, беручи участь в дитячих театральних спектаклях.

## Кар’єра

### Кар’єра у ранньому віці
Вперше Монаган отримав національну увагу у 2003 році за роль Уінтропа Пару у телевізійній адаптації АВС (American Broadcasting Company) Music Man.
У 2004 році Монаган отримав роль Чада, одного з однокласників Дьюї, у комедійному серіалі «Малкольм в центрі уваги» телеканалу Fox, що принесла йому премію «Молодий актор» як найкращому молодому акторові другорядного плану на телебаченні. Наступного року він почав зніматися у комедійному серіалі «Розсекречене керівництво Неда по виживанню в школі», що транслювався на телеканалі Nickelodeon з 2004 по 2007 роки. Також він отримував проміжні ролі у телесеріалах «Криміналісти: мислити, як злочинець», «Числа», «Менталіст».
У 2005 році Монаган грає роль Тіммі у фільмі «Брати по зброї». У наступному році він з’являється у ролі Кевіна О'Дойла, надокучливого хлопчика-сусіда Адама Сендлера у фільмі «Клік: з пультом по житті». Далі були ролі у художніх фільмах «Санта Клаус 3: Хазяїн Полюса», «Діамантовий пес», «Тиха гавань» і «Осінній повний місяць»,  а також зобразив хлопчика - детектива Боба Ендрюса в телесеріалі «Три детективи».

### «Безсоромні»
У квітні 2010 року Монаган пройшов кастинг і став одним із акторів у телесеріалі «Безсоромні» на телеканалі Showtime. У телесеріалі, прем’єра якого відбулася в січні 2011 року, він грав роль Йена Галлагера, підлітка з великої, неблагополучної сім’ї в Чикаго. Сара Хьюз з британської газети "The Independent" високо оцінила те, як Монаган зобразив свого героя. Метью Гілберт із газети "The Boston Globe" описав гру Монагана як таку, що є «екстраординарною». У  лютому 2014 року Showtime оголосили про продовження п’ятого сезону шоу та початок його трансляції у 2015 році. Трансляція сьомого сезону почалася у жовтні 2016 року.

### Акторська кар’єра у дорослому віці
Окрім ролі в «Безсоромних», Монаган отримує різні епізодичні ролі у телевізійних фільмах. У 2011 році він був запрошений у телесеріал NCIS телеканалу CBS, де зіграв роль Ніка Пейтона, хлопчика-підлітка, якого звинувачують у вбивстві свого батька, морського піхотинця. У тому ж році він з'явився у ролі Джонатана Мак Кенна у телесеріалі «Різзолі та Айлз» на телеканалі TNT. У 2012 він отримує роль у телесеріалі «Закон і порядок: Спеціальний корпус» на телеканалі NBC, де зіграв 19-річного Едді Сандома, котрий створює ситуацію із заручниками після того, як його батька звинуватили у нападі.
Попри участь у телевізійних фільмах Монаган, продовжує з'являтися в різних  художніх фільмах. У 2011 році він знявся у ролі Корі Дойла у Діснеївській підлітковій драмі «Пром». У 2012 році він зобразив Джейка, сина директор YMCA у спортивній комедії «2nd Serve». У 2014 році Монаган знявся в ролі Адама Маккорміка, спортсмена в середній школі з маленького містечка, який бентежиться через смерть одного зі своїх однокласників у драмі «Джеймі Маркс мертвий».Того ж року він з'явився у ролі Мейсона Ешфорда, найкращого друга і однокласника Рози, в пригодницькому фільмі-фентезі «Академія вампірів». Він також знявся в ролі Ашера в похмурому фільмі «Хранитель» разом з Брентоном Туейтсом, Одеєю Раш, Джефом Бріджесом та Меріл Стріп. У 2015 році він з'явився у телесеріалі «Готем» у ролі Джерома Валеска.

## Особисте життя
На даний момент Монаган проживає у районі Лос - Анджелеса, де він жив, коли йому було десять років. Відповідаючи на питання про своє коріння в Південній Флориді, Монаган пояснив: "Велика частина моєї родини там більше не живе. Кілька членів моєї родини живуть в Північній Флориді. Моє рідне місто розташоване значно південніше. Більше немає реальної причини, щоб повернутися туди ".
Актор захоплюється музикою:грає на гітарі, барабанах, губній гармошці та укулеле. Сам опанував гру на синтезаторі. У коло його спортивних інтересів входить бокс, їзда на велосипеді, біг, сноубординг та гірські лижі. Також він у минулому захоплювався кікбоксингом, тхеквондо і XMA (екстремальні бойові мистецтва).
В 2019 році припинив зустрічатись з американською акторкою Пейтон Лист.

## Фільмографія
| Рік          |    | Українська назва                                 | Оригінальна назва                                         | Роль                        |
| ------------ | -- | ------------------------------------------------ | --------------------------------------------------------- | --------------------------- |
| 2002         | ф  | Камінь Бажань                                    | The Wishing Stone                                         | Алекс                       |
| 2003         | тф | Музична людина                                   | The Music Man                                             | Уінтроп Пару                |
| 2004—2005    | с  | Малкольм у центрі уваги                          | Malcolm in the Middle                                     | Чад                         |
| 2005         | ф  | Брати по зброї                                   | Brothers in Arms                                          | Тіммі                       |
| 2005         | с  | Межа                                             | Threshold                                                 | Джош Фостер                 |
| 2005         | с  | Аватар: Останній захисник                        | Avatar: The Last Airbender                                | Twin                        |
| 2005         | кф | Хіпі у відчаї                                    | Desperate Hippies                                         | Зак                         |
| 2005         | кф |                                                  | The Adventures of Tango McNorton: Licensed Hero           | Tango McNorton              |
| 2005—2006    | с  | Засекречене керівництво Неда з виживання у школі | Ned's Declassified School Survival Guide                  | Нойд Палмер                 |
| 2006         | ф  | Клік: З пультом по життю                         | Click                                                     | Кевін О'Дойл                |
| 2006         | с  | Криміналісти: мислити як злочинець               | Criminal Minds                                            | Джефрі Чарльз               |
| 2006         | ф  | Санта-Клаус 3                                    | The Santa Clause 3: The Escape Clause                     | поліцейський                |
| 2007         | с  | Шорти коротунки МакШортс                         | Shorty McShorts' Shorts                                   | Енді                        |
| 2007         | ф  | Три детективи і таємниця острова Скелетів        | The Three Investigators and the Secret of Skeleton Island | Боб Ендрюсс                 |
| 2008         | кф | Машина мрії                                      | Dream Machine                                             | Стенлі                      |
| 2008         | ф  | Діамантовий пес                                  | Dog Gone                                                  | Декстер                     |
| 2008         | кф | Обеззброєний                                     | Disarmed                                                  | Джастін                     |
| 2009         | кф |                                                  | Running                                                   | Раян                        |
| 2009         | с  | 4исла                                            | Numbers                                                   | Тод                         |
| 2009         | с  | Порно для всієї сім'ї                            | PG Porn                                                   | хлопчик                     |
| 2009         | ф  | Три детективи і таємниця замку жахів             | The Three Investigators and the Secret of Terror Castle   | Боб Ендрюс                  |
| 2009         | с  | Менталіст                                        | The Mentalist                                             | Еліот                       |
| 2009         | ф  | Тиха гавань                                      | Safe Harbor                                               | Ларі Паркер                 |
| 2009         | с  | Монк                                             | Monk                                                      | Дені Купер                  |
| 2009         | с  | Три ріки                                         | Three Rivers                                              | Оден Дрінкуотер             |
| 2009         | с  | Межа                                             | Fringe                                                    | Тайлер Карсон               |
| 2010         | с  | Болота (телесеріал)                              | Болота                                                    | The Glades / Шейн Коннерс   |
| 2010         | ф  | Осінній повний місяць                            | Another Harvest Moon                                      | Джек                        |
| 2010         | с  | Тер'єри                                          | Terriers                                                  | Коді Грайс                  |
| 2010         | кф |                                                  | Bad Bunny                                                 | Джек                        |
| 2010         | кф | Два хлопчики                                     | Two Boys                                                  | син                         |
| 2011         | с  | NCIS: Полювання на вбивць                        | NCIS                                                      | Нік Пейтон                  |
| 2011         | с  |                                                  | Corey and Lucas for the Win                               | Корі                        |
| 2011         | ф  | Випускний                                        | Prom                                                      | Корі Дойл                   |
| 2011         | с  | Різзолі та Айлз                                  | Rizzoli & Isles                                           | Джонатан МакКенна           |
| 2011         | с  | Безсоромні                                       | Shameless                                                 | Йен Галлагер                |
| 2012         | с  | Закон і порядок: Спеціальний корпус              | Law & Order: Special Victims Unit                         | Едді Сендоу                 |
| 2012         | ф  | 2-га подача                                      | 2nd Serve                                                 | Джейк                       |
| 2014         | ф  | Джеймі Маркс мертвий                             | Jamie Marks Is Dead                                       | Адам Маккормік              |
| 2014         | ф  | Академія вампірів                                | Vampire Academy                                           | Мейсон Ешфорд               |
| 2014         | ф  | Пасаж                                            | Mall                                                      | Джеф                        |
| 2014         | ф  | Посвячений                                       | The Giver                                                 | Ашер                        |
| 2015—2019    | с  | Готем                                            | Gotham                                                    | Джером та Джеремайа Валеска |
| 2016—теп.час | с  | Вулиця милосердя                                 | Mercy Street                                              | Том Ферфакс                 |
| 2017         | ф  | Жах Амітивілля: Пробудження                      | Amityville: The Awakening                                 | Джеймс                      |
| 2022         | ф  | Флірт з Дияволом                                 | Shattered                                                 | Кріс Декер                  |